# Lemlands prästgård
Lemlands prästgård finns i Söderby, Lemland, Åland. Prästgården byggdes år 1798 på begäran av Lagmansrätten.
Under 1808-09 års krig kom Lemlands prästgård ofrivilligt att bli skådeplats för några historiskt betydelsefulla händelser. Gustaf IV Adolf utsåg byggnaden till sitt högkvarter och bodde här från den 8 oktober 1808 till 1 november samma år, då han på sin 31:a födelsedag lämnade Åland och avreste med ”Amadis” till Stockholm.
Från sitt högkvarter utfärdade kungen två viktiga order, den ena ödesdiger för ålänningarna och den andra för kungen själv. Den förstnämnda var riktad till länsmannen i Kumlinge, daterad 23 oktober, med order om omedelbar evakuering av befolkningen i Kumlinge, Brändö och Sottunga. Därefter skulle bebyggelse och skog brännas, allt i syfte att försvåra ryssarnas väntade fälttåg under våren 1809. Denna order verkställdes av överbefälhavare Peyron 27-30 januari 1809. Åtgärden innebar ett chockartat uppvaknande för ålänningarna och en helomvändning i deras tidigare starka lojalitetskänslor för kungen som en symbol för moderlandet, för vilket de rest sig under bondeupproret 1808. Den andra ordern var utfärdad 12 oktober 1808 och innebar upplösning och degradering av gardescorpsen i Finland vilket medförde att 120 högre officerare fråntogs rang och därmed sammanhängande heder och förmåner. De i Lemland stationerade befälen inledde en konspiration, man lejde en fänrik Blå och gav honom i uppdrag att skjuta kungen medan kungen befann sig i sitt sovrum (prästgårdens sydvästra kammare). Modet svek attentatsmannen, men kungen fick ändå ta konsekvenserna av sitt handlande, nästan på dagen 5 månader senare. Den 14 mars 1809 ägde en statskupp rum i Stockholm som en direkt följd av ordern, och Gustaf IV Adolf avsattes och fängslades.
Efter den ryska segern 1809 och besättandet av Åland blev Lemlands prästgård högkvarter för en rysk styrka. Ingenting är känt om vilka som bodde där eller hur länge vistelsen varade, men besiktningsprotokoll från 1813, 1828 och 1833 talar om skadegörelse. Bland annat var kakelugnarna förstörda, golvtiljor måste bytas, staketet var nerrivet och trädgården skövlad m.m.